# 마랸 샤레츠

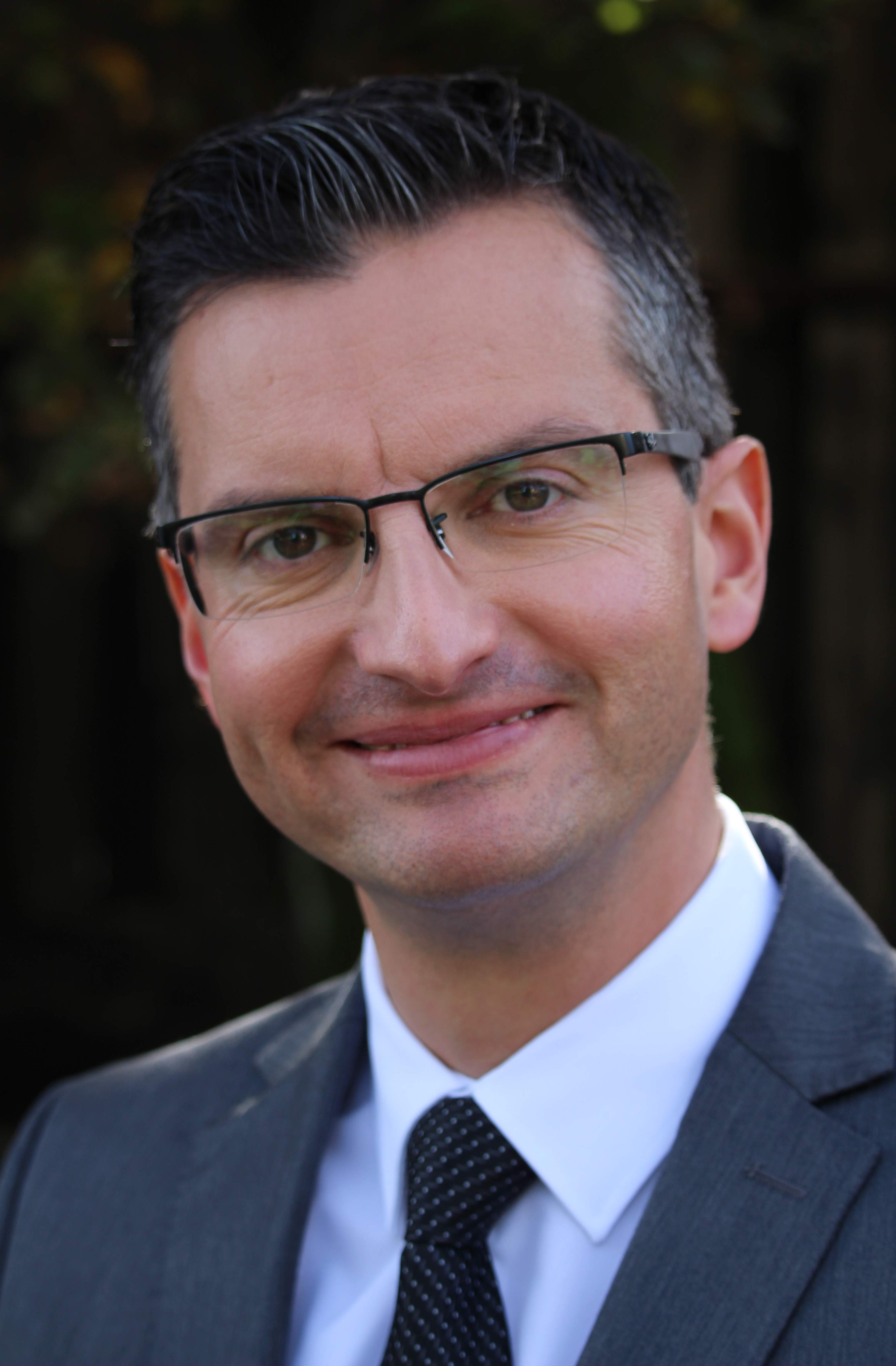
마랸 샤레츠

마랸 샤레츠(슬로베니아어: Marjan Šarec, 1977년 12월 2일 ~ )는 슬로베니아의 배우, 희극인, 정치인으로 2018년부터 2020년까지 제11대 총리를 역임했다.
정계 입문 전에는 언론인, 연극 배우, 텔레비전 배우, 풍자가, 희극인으로 활동했다. 2010년부터 2018년까지 2선 캄니크 시장직을 역임했으며, 2017년 대선에 출마했으나 결선에서 보루트 파호르 현직 대통령에 아깝게 밀려 낙선했다. 2018년 자당인 마랸 샤레츠 명단 소속으로 국회에 진입했으며, 8월 17일 총리로 선출되었으나 2020년 1월 27일 사임을 발표하였다.
| 전임 미로 체라르 | 슬로베니아의 총리 2018년 ~ 2019년 | 후임 야네즈 얀샤 |